# Zamana powelli
Zamana powelli är en fjärilsart som beskrevs av O 1912. Zamana powelli ingår i släktet Zamana och familjen tandspinnare. Inga underarter finns listade i Catalogue of Life.